# Blacksad
Blacksad é uma série de histórias em quadrinhos criada pelos autores espanhóis Juan Díaz Canales (escritor) e Juanjo Guarnido (desenhista), e publicado pela editora francesa Dargaud. Apesar de ambos os autores serem espanhóis, o seu principal público-alvo em Blacksad é o mercado francês e, assim, eles publicaram todos os volumes de Blacksad em francês primeiro; a edição em espanhol segue normalmente a cerca de um mês mais tarde. O primeiro volume Quelque parte entre les ombres (literalmente, Em algum Lugar entre as Sombras) foi publicado em novembro de 2000. O segundo volume, Nação Ártica, foi publicado em 2003 e o terceiro, Âme Rouge (Alma Vermelha), foi publicado em 2005. Em setembro de 2010 foi lançado o quarto volume intitulado, L'Enfer, Le silence (literalmente o Inferno, o Silêncio). Em 2014, uma quinta edição da série, Amarillo, foi lançado em várias traduções.
A série foi traduzida do original francês e espanhol para alemão, búlgaro, catalão, chinês, croata, dinamarquês, holandês, checo, inglês, finlandês, alemão, grego, italiano, japonês, norueguês, polonês, português, russo, sérvio, húngaro, sueco e turco.
Guarnido e Diaz Canales tem recebido vários prêmios para a série, incluindo três nominações no prêmio Eisner em 2004, e duas vitórias no mesmo prêmio em 2013, e um Angoulême.

## Sinopse
Processado em um estilo film noir, as histórias são ambientadas na década de 1950 nos Estados Unidos. Todos os personagens são animais antropomórficos cujas espécies refletem a sua personalidade, o tipo de personagem e seu papel na história. Estereótipos animais são usados: por exemplo, quase todos os policiais são canídeos, tais como Pastores alemães, Cães de Santo Humberto, e raposas, enquanto personagens do submundo são, muitas vezes, répteis ou anfíbios. As personagens femininas muitas vezes possuem muito mais aparência humana do que os seus homólogos masculinos.

## Participações especiais
A série ocasionalmente apresenta versões antropomórficas de pessoas famosas, principalmente na Alma Vermelha. Adolf Hitler é retratado como um gato (possivelmente em homenagem a Art Spiegelman), o Senador Joseph McCarthy como Senador Gallo (um galo), Mark Rothko como Sergei Litvak (um urso), a presidente como uma águia, e Allen Ginsberg como Greenberg (um bisão), enquanto Otto Liebber (coruja) tem uma forte semelhança de muitos dos cientistas envolvidos no Projeto Manhattan, em Los Alamos.

## Personagens principais
- John Blacksad – detetive particular. Um gato preto, Blacksad foi criado em uma vizinhança pobre e gastou muito tempo de sua juventude correndo de policiais. Isso em conjunto com o seu serviço na Segunda Guerra Mundial explicam as suas excelentes habilidades de luta. Ele também passou um ano na faculdade como especialista em história antes de ser expulso. Como outros detetives neste tipo de quadrinho, Blacksad narra suas histórias, adicionando comentários cínicos sobre os males do mundo ao seu redor. Sem sorte no amor, ele nunca parece ser capaz de formar um relacionamento duradouro, muitas vezes devido a circunstâncias além de seu controle. Ele geralmente usa um terno escuro e casaco de trincheira, e usa o pseudônimo John H. Blackmore em várias identidades falsas, incluindo cobrador de dívidas, agente do FBI e oficial da alfândega.
- Weekly (Semanal) - companheiro ocasional de Blacksad. Uma doninha-anã que não gosta de sabão e água e tem um problema de odor, ele tem uma atitude otimista quase constante, trabalhando como muckraker para um tablóide chamado What's News.
- Smirnov - Comissário de polícia e amigo de Blacksad. Um pastor alemão marrom, Smirnov às vezes ajuda Blacksad a alcançar os ricos e poderosos que ele mesmo não pode tocar devido à "pressão no andar de cima".